# Euxoa biscajana
Euxoa biscajana är en fjärilsart som beskrevs av Corti 1932. Euxoa biscajana ingår i släktet Euxoa och familjen nattflyn. Inga underarter finns listade i Catalogue of Life.